# San Isidro, Morelos
San Isidro är en ort i Mexiko.   Den ligger i kommunen Yautepec och delstaten Morelos, i den sydöstra delen av landet, 70 km söder om huvudstaden Mexico City. San Isidro ligger 1 097 meter över havet och antalet invånare är 945.
Terrängen runt San Isidro är huvudsakligen kuperad, men åt nordost är den platt. San Isidro ligger nere i en dal. Runt San Isidro är det tätbefolkat, med 319 invånare per kvadratkilometer. Närmaste större samhälle är Cuernavaca, 18,5 km nordväst om San Isidro. I omgivningarna runt San Isidro växer huvudsakligen savannskog.